# Vasusaaret
Vasusaaret är en ö i Finland. Den ligger i sjön Alaselkä och i kommunen Kontiolax i den ekonomiska regionen  Joensuu ekonomiska region  och landskapet Norra Karelen, i den sydöstra delen av landet, 400 km nordost om huvudstaden Helsingfors. Öns area är 3,1 hektar och dess största längd är 310 meter i nord-sydlig riktning.  Notera att namnet antyder att det är fråga om flera öar.